# Alexander Kukush
Alexander Kukush is een Belgisch schaker met een FIDE-rating van 2219 in 2005.
In november 2005 nam hij deel aan het Leuven open 2005 dat met 6.5 uit 7 door Vladimir Jepisjin gewonnen werd. Kukush eindigde 6 punten op de vierde plaats.

## Externe koppeling
- (en)   Informatie over schaakpartijen van Alexander Kukush op 365chess.com